# Карачи (деревня)
 Карачи  — деревня в Нолинском районе Кировской области в составе Кырчанского сельского поселения.

## География
Расположен на расстоянии примерно 19 км по прямой на север-северо-восток от райцентра города Нолинск.

## История
Известна с 1678 года как займище Карачевское с 1 двором, в 1764 году в деревне Карачевской 9 жителей. В 1873 года здесь было дворов 22 и жителей 144, в 1905 20 и 150, в 1926 (Карачи 2-е или Большая Заложица) 22 и 119, в 1950 (Большие Карачи) 16 и 64, в 1989 году 210 жителей. Настоящее название утвердилось с 1978 года.

## Население
Постоянное население составляло 208 человек (русские 95%) в 2002 году, 148 в 2010.